# 林璿
林璿，字衡玉，福建福州府長樂縣人，民籍，明朝政治人物。進士出身。

## 生平
早年出身國子生，福建鄉試第三十三名。成化十四年（1478年）戊戌科會試第二百十九名，殿試登進士第二甲第七十六名。

## 家族
曾祖父林福□。祖父林敏文。父亲林宗。